# Lamniformes
Els lamniformes (Lamniformes) són un ordre de taurons. Inclouen algunes de les espècies més familiars de taurons, com el tauró blanc; i algunes espècies extremament rares, com el tauró bocaample. Apareixen a prop de la costa o a regions oceàniques. Inclou espècies perilloses per a l'ésser humà.

## Característiques
Tenen dues aletes dorsals, una aleta anal i el lòbul superior de la caudal és llarg. Tenen cinc fenedures branquials, ulls sense membrana nictitant, el moro allargat i la boca, molt ample, arriba fins darrere els ulls. Hi ha espècies que presenten canibalisme intrataurí.

## Taxonomia
L'ordre dels lamniformes inclou les següents famílies:
- Alopiidae
- Cetorhinidae
- Lamnidae
- Megachasmidae
- Mitsukirinidae
- Odontaspididae
- Pseudocharchariidae